# Такасаки
Такаса́ки (яп. 高崎市 Такасаки-си) — Центральный город Японии, расположенный в южно-западной части префектуры Гумма региона Канто. Площадь города составляет 459,41 км², население — 375 022 человека (1 июля 2014), плотность населения — 816,31 чел./км².

## История
Такасаки возник на стратегическом пути Накасэн, который связывал древнюю столицу Киото и город Эдо. В 1589 году Ии Наомаса основал замок Такасаки, у подножья которого был построен одноимённый город. На протяжении периода Эдо (1603—1867) на территории современного города существовали многочисленные сёла, расположенные вдоль вышеуказанного пути. Выгодное положение Такасаки стало причиной размещения в нём административного центра префектуры Гумма с 1871 по 1872 год и с 1876 по 1881 год.
Город основан 1 апреля 1900 года путём придания статуса города посёлку Такасаки. В 2001 году Такасаки получил статус особого города. 23 января 2006 года площадь города была увеличена путём поглощения соседних посёлков уезда Гумма (Мисато, Гумма, Карабути) и посёлка уезда Тано (Син). 1 октября 2006 года последний посёлок узеда Гумма — Харуна — был включён в состав города Такасаки. 1 июня 2009 года в состав города включили и посёлок Ёсии уезда Тано.

## Географическое положение
Город расположен на острове Хонсю в префектуре Гумма региона Канто. С ним граничат города Маэбаси, Аннака, Фудзиока, Сибукава, Томиока, посёлки Тамамура, Хигасиагацума, Наганохара, Канра, Камисато, Каруидзава и село Синто.

## Население
Население города составляет 375 022 человека (1 июля 2014), а плотность — 221,74 чел./км². Изменение численности населения с 1980 по 2005 годы:
| 1980 | 323 403 чел. |  |
| 1985 | 338 297 чел. |  |
| 1990 | 346 933 чел. |  |
| 1995 | 353 879 чел. |  |
| 2000 | 358 465 чел. |  |
| 2005 | 364 919 чел. |  |

## Экономика
Основой экономики современного Такасаки является изготовление электроприборов, машиностроение и химическая промышленность. В городе также развиты текстильная, швейная, бумажная и мукомольная промышленности. Город является одним из финансово-коммерческих центров префектуры Гумма. Среди традиционных ремёсел Такасаки наиболее известно производство кукол дарума, символов счастья. Также в Такасаки есть городская система железных дорог, соединяющая с городом Томиока и поселком Синомита.

## Транспорт

### Железнодорожный транспорт
В городе есть действующая система городских железных дорог. А также в городе пролегает линия высокоскоростных поездов Синкансен.
Такасаки важный железнодорожный узел. Город соединяет линией высоскоростных поездов Синкансен города - Ниигата, Нагано и Токио. Линию Токио - Такасаки - Нагано вскоре продлят.

## Города-побратимы
Такасаки имеет отношения со следующими городами-побратимами:
- Батл-Крик, Мичиган, США (1981)
- Мунтинлупа, Метро Манила, Филиппины (2006)
- Плзень, Чехия (1990)
- Санту-Андре, Сан-Паулу, Бразилия (1981)